# Centre hospitalier Ouest Réunion
Le centre hospitalier Ouest Réunion, anciennement le centre hospitalier Gabriel-Martin, est un centre hospitalier français situé à Saint-Paul de La Réunion, soit sur la côte ouest du département d'outre-mer de l'océan Indien.

## Histoire

### Centre hospitalier Gabriel-Martin
Nommé en l'honneur de Gabriel Martin, homme politique du début du XXe siècle, il est dirigé par Gérald Kerbidi. Ses urgences enregistrent 30 000 passages par an.